# Iglesia Adventista del Séptimo Día de Tonga
La Iglesia Adventista del Séptimo Día de Tonga (en tongano: CSiasi ʻAhofitui; en inglés: Seventh Day Adventist Church of Tonga) es una iglesia en Tonga. Los misioneros adventistas del Séptimo Día llegaron a Tonga en 1891 desde los Estados Unidos. Ellos continuaron observando el tiempo del Hemisferio Occidental, adorando a Dios en el sábado (día de reposo) que se llamaba Domingo localmente de acuerdo con este cálculo hemisférico. 